# Jim Brown (futbolista)
Jim Brown   (Kilmarnock, 31 de desembre de 1908 - Berkeley Heights, 9 de novembre de 1994) fou un futbolista escocès-estatunidenc de les dècades de 1930 i 1940.
A la seva carrera amateur als Estats Units va jugar a clubs com Newark Skeeters, New York Nationals, New York Giants o New York Soccer Club.
Als anys trenta va jugar professionalment a Anglaterra a clubs com Manchester United FC, Brentford FC i Tottenham Hotspur.
Amb la selecció dels Estats Units disputà el Mundial de 1930.

## Referències

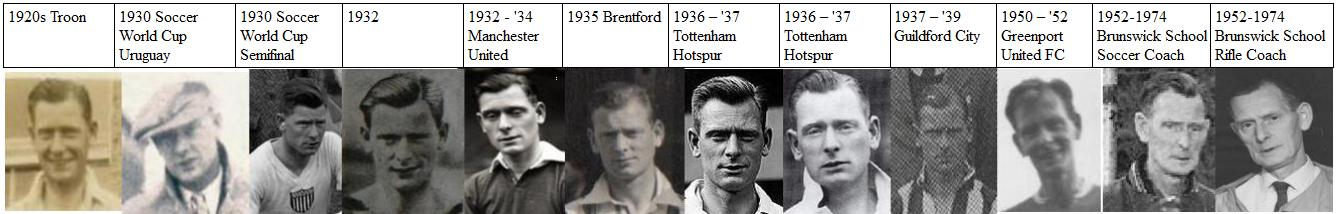
Imatges de James Brown.